# Hydroptila dampfi
Hydroptila dampfi är en nattsländeart som beskrevs av Georg Ulmer 1929. Hydroptila dampfi ingår i släktet Hydroptila och familjen smånattsländor. Enligt den finländska rödlistan är arten sårbar i Finland. Artens livsmiljö är älvar och åar. Inga underarter finns listade i Catalogue of Life.